# Neggio
Neggio est une commune de Suisse située dans le canton du Tessin, dans le district de Lugano.

Photo aérienne (1950).

## Personnalités liées
- Agostino Soldati (1910-1966), diplomate suisse.